# 2019年兵庫県議会議員選挙
2019年兵庫県議会議員選挙（2019ねんひょうごけんぎかいぎいんせんきょ）は、兵庫県の議決機関である兵庫県議会を構成する議員を全面改選するために行われる選挙で、第19回統一地方選挙の前半戦投票日である4月7日に投票が行われた。

## 概要
県議会議員の任期4年が満了したことに伴って実施された。39選挙区86議席に対し112名が立候補したが、15選挙区では定数と同じ候補者しか立候補せず、15名が無投票当選となり、残る24選挙区97名によって選挙戦が行われた。
なお、この選挙で選出される県議会議員の任期は通常の4年ではなく、3年10ヶ月となった。これは、第13回統一地方選挙（1995年）の直前に阪神・淡路大震災が発生して同年の選挙が延期されたが、翌第14回以降は選挙日程が統一地方選挙に合わされるようになったため、選挙日程と任期に2ヶ月のズレが生じるようになっており、そのズレを是正するためのものである。

## 基礎データ
- 選挙事由：任期満了
- 告示日：2019年3月29日
- 投票日：2019年4月7日
- 議員定数：86名
- 選挙区：39選挙区（うち15選挙区で無投票）
- 候補者数：112名（うち15人が無投票当選）

## 選挙結果
自民党 
 公明党 
 兵庫維新の会 
 共産党 
 立憲民主党 
 国民民主党 
 無所属 
| 神戸市                                                                             | 東灘区     | 前田朋己   | 長瀬猛     | 喜田結     |
| 神戸市                                                                             | 灘区       | 北浜みどり | 石井健一郎 |            |
| 神戸市                                                                             | 中央区     | 原吉三     | 小池啓納   |            |
| 神戸市                                                                             | 兵庫区     | 松田一成   | 福島茂利   |            |
| 神戸市                                                                             | 北区       | 奥谷謙一   | 向山好一   | 芦田賀津美 |
| 神戸市                                                                             | 長田区     | 越田浩矢   | 川部宣宏   |            |
| 神戸市                                                                             | 須磨区     | 伊藤傑     | 島山清史   | 木戸貞一   |
| 神戸市                                                                             | 垂水区     | 和田有一朗 | 黒田一美   | 吉岡健     |
| 神戸市                                                                             | 西区       | 谷口俊介   | 高橋充広   | 石井秀武   |
| 姫路市                                                                             | 北野実     | 戸井田祐輔 | 竹内英明   | 天野文夫   |
| 姫路市                                                                             | 柴田佳伸   | 五島壮一郎 | 水田裕一郎 | 入江次郎   |
| 尼崎市                                                                             | 小泉弘喜   | 谷井勲     | 丸尾牧     | 徳安淳子   |
| 尼崎市                                                                             | 庄本悦子   | 黒川治     | 大谷勘介   |            |
| 明石市                                                                             | 北口寛人   | 松本隆弘   | 伊藤勝正   | 岸口実     |
| 西宮市                                                                             | 竹尾智枝   | 北川泰寿   | 大前春代   | 増山誠     |
| 西宮市                                                                             | 礒見恵子   | 栗山雅史   | 中野郁吾   |            |
| 洲本市                                                                             | 浜田知昭   |            |            |            |
| 芦屋市                                                                             | 中島香織   |            |            |            |
| 伊丹市                                                                             | 中田慎也   | 相崎佐和子 | 坪井謙治   |            |
| 相生市                                                                             | 富山恵二   |            |            |            |
| 豊岡市                                                                             | 門間雄司   |            |            |            |
| 加古川市                                                                           | 迎山志保   | 岸本一尚   | 松本裕一   | 掘井健智   |
| たつの市・揖保郡                                                                   | 山口晋平   | 松井重樹   |            |            |
| 赤穂市郡・佐用郡                                                                   | 長岡壮壽   |            |            |            |
| 西脇市・多可郡                                                                     | 内藤兵衛   |            |            |            |
| 宝塚市                                                                             | 森脇保仁   | 練木恵子   | 門隆志     |            |
| 三木市                                                                             | 村岡真夕子 |            |            |            |
| 高砂市                                                                             | 山本敏信   |            |            |            |
| 川西市・川辺郡                                                                     | 篠木和良   | 北上哲仁   | 斉藤真大   |            |
| 小野市                                                                             | 藤原昭一   |            |            |            |
| 三田市                                                                             | 中田英一   | 関口正人   |            |            |
| 加西市                                                                             | 大豊康臣   |            |            |            |
| 篠山市                                                                             | 小西隆紀   |            |            |            |
| 養父市・朝来市                                                                     | 藤田孝夫   |            |            |            |
| 丹波市                                                                             | 石川憲幸   |            |            |            |
| 南あわじ市                                                                         | 永田秀一   |            |            |            |
| 淡路市                                                                             | 原哲明     |            |            |            |
| 宍粟市                                                                             | 春名哲夫   |            |            |            |
| 加東市                                                                             | 藤本百男   |            |            |            |
| 加古郡                                                                             | 岡毅       |            |            |            |
| 神崎郡                                                                             | 上野英一   |            |            |            |
| 美方郡                                                                             | 橘秀太郎   |            |            |            |
| 出典: https://web.pref.hyogo.lg.jp/si01/pa25_000000050.html (兵庫県選挙管理委員会) |            |            |            |            |

### 補欠選挙
| 年     | 月  | 選挙区       | 当選者   | 当選政党 | 欠員     | 欠員政党 | 欠員事由         |
| ------ | --- | ------------ | -------- | -------- | -------- | -------- | ---------------- |
| 2021年 | 5月 | 宝塚市選挙区 | 門隆志   | 維新の会 | 森脇保仁 | 自民党   | 宝塚市長選挙出馬 |
| 2021年 | 5月 | 宝塚市選挙区 | 風早寿郎 | 自民党   | 門隆志   | 維新の会 | 宝塚市長選挙出馬 |